# 互动式营销
互动营销，有时称为基于触发或事件驱动的营销， 是一种利用双向沟通渠道让消费者直接与公司建立联系的营销策略。虽然这种交流可以面对面进行，但在过去十年中，这种交流更多是通过电子邮件、社交媒体和博客等方式在网上进行的。

## 历史
早在1995年，互动式营销就被视为电子商务和数字广告的未来。 
1997年，《直复营销杂志》改名为《互动营销杂志》，并一直沿用至今。1999年，Salesforce.com成立。它通过使用Salesforce基于云的客户关系管理(CRM)技术，营销人员和销售人员可以直接影响和引导潜在客户完成公司的销售流程。
随着20世纪90年代末内容营销的出现和2006年Hubspot公司的成立，互动性发生了根本性的变化。它从简单的双向交流发展到了游戏化以及其他形式。这种特殊类型的互动式营销被称为互动式内容营销。许多SaaS公司的成立就是为了满足对新型内容和竞争对手之间差异化的需求。
21世纪以来，伴着互联网高速发展，互动营销的形式也产生了多样性变化。例如，上世纪发展到的游戏化变得更加丰富，典型代表有全球疫情期间，出现的一款名为“羊了个羊”的小游戏，火爆到服务器2天崩了3次。游戏互动的形式，发展出闯关PK的形式。当然也还有其他更多的互动营销形式，例如答题、抽奖、拼团、砍价、投票、沉浸式VR世界等等。

## 应用领域
由于互动式营销依赖于与客户进行公开沟通的手段，社交媒体渠道一直是这一策略的重要组成部分，通常由公司的营销或者客户成功部门负责。互动式营销最常见的应用是将其作为销售渠道中的线索生成器。互动式营销几乎与内容营销密不可分，因此公司可以制作与受众相关的内容。这些内容被多次分享，或者被“病毒式传播”，最终将自己打造成特定行业的权威。消费者倾向于信任那些在它们的行业中被指定为思想领袖的人，因此这种策略可以带来许多内向型潜在客户。例如，通过封闭的下载页面，客户们可以通过更多专门为他们创建的内容来培养他们之前分享的信息。

## 另请参阅
- 内容营销
- 数字营销